# 太山水库
太山水库是中国江西省吉安市吉水县八都镇境内的一座水库，位于赣江水系住歧支流上，建于1959年。水库正常库容为920万立方米，平均水深为12.00米，集雨面积为15平方千米，海拔为104.5米。